# Wimmelburg
Wimmelburg è un comune tedesco di 1 096 abitanti situato nel land della Sassonia-Anhalt.